# Chaerephon nigeriae
Chaerephon nigeriae (Thomas, 1913) è un pipistrello della famiglia dei Molossidi diffuso nell'Africa subsahariana e nella Penisola Arabica.

## Descrizione

### Dimensioni
Pipistrello di medie dimensioni, con la lunghezza totale tra 99 e 130 mm, la lunghezza dell'avambraccio tra 41 e 51 mm, la lunghezza della coda tra 31 e 52 mm, la lunghezza del piede tra 9 e 13 mm, la lunghezza delle orecchie tra 15 e 23 mm e un peso fino a 26 g.

### Aspetto
La pelliccia è corta, densa e più sparsa tra le scapole. Il colore generale del corpo è bruno-nerastro, con due evidenti strisce bianche sui fianchi del ventre. Il muso non è estremamente appiattito, il labbro superiore è provvisto di 5-8 pieghe cutanee ben sviluppate e diverse setole spatolate. Le orecchie sono nerastre, unite frontalmente da una membrana a forma di V, alla base della quale nei maschi è presente una tasca da dove fuoriesce una cresta di corti peli bruno-rossastri. Il trago è piccolo, rettangolare e quasi completamente nascosto dietro l'antitrago, il quale è grande e trapezoidale. Le membrane alari sono marroni scure nella sottospecie C.n.nigeriae mentre sono dorsalmente nerastre e biancastre semi-trasparenti sotto nell'altra. I piedi sono carnosi, con delle file di setole lungo i bordi esterni delle dita. La coda è lunga, tozza e si estende per più della metà oltre l'uropatagio, il quale è brunastro dorsalmente e più chiaro sulla superficie ventrale. Il calcar è corto. Il cariotipo è 2n=48 FNa=68.

### Ecolocazione
Emette ultrasuoni sotto forma di impulsi di durata media, ad alta intensità e frequenza leggermente modulata iniziale di 26 kHz, finale di 16 kHz e massima energia a 17 kHz. 

## Biologia

### Comportamento
Si rifugia in gruppi fino a 100 individui sotto tetti di abitazioni e sotto cortecce esfoliate di alberi morti. Talvolta è stata osservata anche in piccole grotte. L'attività predatoria inizia qualche minuto prima del tramonto.

### Alimentazione
Si nutre di insetti catturati in volo.

### Riproduzione
```
Femmine gravide sono state catturate in ottobre nello 
Zimbabwe
 e a fine gennaio nello 
Zambia
. Femmine che allattavano sono state catturate a metà novembre e metà dicembre Danno alla luce un piccolo alla volta all'anno.
```

## Distribuzione e habitat
Questa specie è diffusa nell'Africa subsahariana, dalla Sierra Leone ad ovesti fino all'Etiopia ad est e il Botswana e lo Zimbabwe a sud. È inoltre presente nell'Arabia Saudita sud-occidentale.
Vive nelle savane alberate e in zone dove le foreste pluviali di pianura sono state parzialmente o completamente modificate in boschi secondari.

## Tassonomia
Sono state riconosciute 2 sottospecie:
- C.n.nigeriae: Sierra Leone, Ghana, Burkina Faso orientale, Nigeria, Camerun settentrionale, Ciad sud-occidentale, Repubblica Centrafricana, Sudan del Sud, Repubblica Democratica del Congo nord-orientale, Etiopia centrale; Arabia saudita sud-occidentale;
- C.n.spillmani (Monard, 1933): Repubblica Democratica del Congo meridionale, Angola, Namibia nord-orientale, Zambia, Malawi, Tanzania sud-orientale, Botswana, Zimbabwe.

## Conservazione
La IUCN Red List, considerato il vasto areale e la popolazione presumibilmente numerosa, classifica C.nigeriae come specie a rischio minimo (Least Concern)).